# 白根 (横浜市)
白根（しらね）は、神奈川県横浜市旭区の地名。現行行政地名は白根一丁目から白根八丁目。住居表示実施済み区域。

## 地理
旭区の北東に位置し、北西から南東にかけて約2Km四方の凹型の地域で、中白根を挟んだ北側に白根町があり、その北は緑区と接している。北東は保土ケ谷区と接し、東は旭区川島町、南は概ね帷子川を境界に鶴ケ峰と西川島町、南西は鶴ケ峰本町および今宿東町と接し、北西にかけては上白根および白根町から分離した中白根と接する。
地形としては地区の南の境界を西から東へ流れる帷子川に北西の上白根方面から合流する支流の中堀川の谷戸を中心に、その両側の丘陵地、さらにその東側を中堀川に並行して流れ保土ケ谷区との境界をなす新井川の谷戸にまで及ぶ。もともと南の境界は帷子川に沿っていたが、帷子川が河川改修により直線化された結果、白根は河川によって分断されることになった。

### 地価
住宅地の地価は、2025年（令和7年）1月1日の公示地価によれば、白根5-61-7の地点で16万8000円/m²、白根2-29-10の地点で18万7000円/m²となっている。

### 利用状況
帷子川、中堀川に近い部分は比較的古くから宅地化されていた。丘陵地については高度経済成長期に、隣接する上白根・中白根と合わせ三菱重工業グループが白根地区を開発し宅地化された。このため、町内会名に「三菱」「三菱白根第二」がつき、三菱グループ各社や大手企業の社宅も設けられた。
開発経緯から地内の用途地域は北部の丘陵地は低層住居専用地域、南部は住居地域でほぼ全域が占められており、実際の利用状況としても丘陵地を閑静な低層住宅として、国道16号沿いや地区を南北に貫く白根通り沿いは中層住宅や商業施設として利用されている。
住居以外の利用としては白根の中心を流れる中堀川に沿って白根公園の整備や遊歩道や緑地の整備が行われており、帷子川についても旧河道部分は公園整備が行われている。
一方で北部の白根町については全域が市街化調整区域となっているため大部分が農地となっており、医療施設・工場（資材置場）が点在する。

## 歴史

### 沿革
- 1988年（昭和63年）7月25日 - 旭区白根・中白根第一次地区の住居表示に実施に伴い、白根町、鶴ケ峰二丁目、西川島町、川島町、鶴ケ峰本町の各一部から白根一丁目〜八丁目を新設する[7]。

## 世帯数と人口
2025年（令和7年）6月30日現在（横浜市発表）の世帯数と人口は以下の通りである。
| 丁目       | 世帯数    | 人口     |
| ---------- | --------- | -------- |
| 白根一丁目 | 566世帯   | 1,051人  |
| 白根二丁目 | 1,472世帯 | 3,156人  |
| 白根三丁目 | 1,038世帯 | 2,076人  |
| 白根四丁目 | 975世帯   | 2,129人  |
| 白根五丁目 | 948世帯   | 2,148人  |
| 白根六丁目 | 1,312世帯 | 2,955人  |
| 白根七丁目 | 907世帯   | 1,750人  |
| 白根八丁目 | 945世帯   | 2,130人  |
| 計         | 8,163世帯 | 17,395人 |

### 人口の変遷
国勢調査による人口の推移。
| 年                 | 人口   |
| ------------------ | ------ |
| 1995年（平成7年）  | 18,426 |
| 2000年（平成12年） | 18,664 |
| 2005年（平成17年） | 18,061 |
| 2010年（平成22年） | 17,749 |
| 2015年（平成27年） | 17,759 |
| 2020年（令和2年）  | 17,619 |

### 世帯数の変遷
国勢調査による世帯数の推移。
| 年                 | 世帯数 |
| ------------------ | ------ |
| 1995年（平成7年）  | 6,617  |
| 2000年（平成12年） | 6,899  |
| 2005年（平成17年） | 6,726  |
| 2010年（平成22年） | 6,881  |
| 2015年（平成27年） | 7,083  |
| 2020年（令和2年）  | 7,305  |

## 学区
市立小・中学校に通う場合、学区は以下の通りとなる（2024年11月時点）。
| 丁目       | 番・番地等                        | 小学校                     | 中学校               |
| ---------- | --------------------------------- | -------------------------- | -------------------- |
| 白根一丁目 | 全域                              | 横浜市立不動丸小学校       | 横浜市立鶴ヶ峯中学校 |
| 白根二丁目 | 3番1〜16号 4番〜45番29号 46〜48番 | 横浜市立不動丸小学校       | 横浜市立鶴ヶ峯中学校 |
| 白根二丁目 | 1〜2番 3番17〜19号 45番30号       | 横浜市立上菅田笹の丘小学校 | 横浜市立新井中学校   |
| 白根三丁目 | 全域                              | 横浜市立不動丸小学校       | 横浜市立鶴ヶ峯中学校 |
| 白根四丁目 | 1〜28番 30番1〜7号 30番11号〜34番 | 横浜市立不動丸小学校       | 横浜市立鶴ヶ峯中学校 |
| 白根四丁目 | 29番 30番8〜10号                  | 横浜市立白根小学校         | 横浜市立旭北中学校   |
| 白根五丁目 | 全域                              | 横浜市立白根小学校         | 横浜市立旭北中学校   |
| 白根六丁目 | 全域                              | 横浜市立不動丸小学校       | 横浜市立鶴ヶ峯中学校 |
| 白根七丁目 | 1番〜20番26号 30番〜33番8号       | 横浜市立不動丸小学校       | 横浜市立鶴ヶ峯中学校 |
| 白根七丁目 | 20番29号〜29番 33番9号〜37番      | 横浜市立白根小学校         | 横浜市立旭北中学校   |
| 白根八丁目 | 全域                              | 横浜市立白根小学校         | 横浜市立旭北中学校   |

## 事業所
2021年（令和3年）現在の経済センサス調査による事業所数と従業員数は以下の通りである。
| 丁目       | 事業所数  | 従業員数 |
| ---------- | --------- | -------- |
| 白根一丁目 | 27事業所  | 320人    |
| 白根二丁目 | 29事業所  | 384人    |
| 白根三丁目 | 33事業所  | 204人    |
| 白根四丁目 | 28事業所  | 302人    |
| 白根五丁目 | 68事業所  | 427人    |
| 白根六丁目 | 32事業所  | 113人    |
| 白根七丁目 | 45事業所  | 854人    |
| 白根八丁目 | 20事業所  | 133人    |
| 計         | 282事業所 | 2,737人  |

### 事業者数の変遷
経済センサスによる事業所数の推移。
| 年                 | 事業者数 |
| ------------------ | -------- |
| 2016年（平成28年） | 295      |
| 2021年（令和3年）  | 282      |

### 従業員数の変遷
経済センサスによる従業員数の推移。
| 年                 | 従業員数 |
| ------------------ | -------- |
| 2016年（平成28年） | 2,451    |
| 2021年（令和3年）  | 2,737    |

## 交通

### 鉄道
町内に鉄道駅は無いが、区内にある相鉄本線の鶴ヶ峰駅か隣の緑区にあるJR横浜線の中山駅が利用される。

### バス
相鉄バスが町内を経由し上記鉄道駅を結ぶ形でバス路線を設置している。

### 道路
- 国道16号

## 教育機関
- 横浜商科大学高等学校
- 横浜市立不動丸小学校

地区内に設置されている小学校は不動丸小学校のみであるが、学区としては隣接地域にある白根小学校・上菅田小学校・上白根小学校も含まれる。中学校は地区内に設置されていないが、学区としては隣接地域の鶴ヶ峯中学校・今宿中学校・新井中学校・旭北中学校となっている。

## 公共施設
- 横浜市立旭図書館
- 横浜市資源循環局旭事務所
- 旭プール
- 白根地区センター
- 旭警察署 白根交番

## 史跡・公園・商業施設など

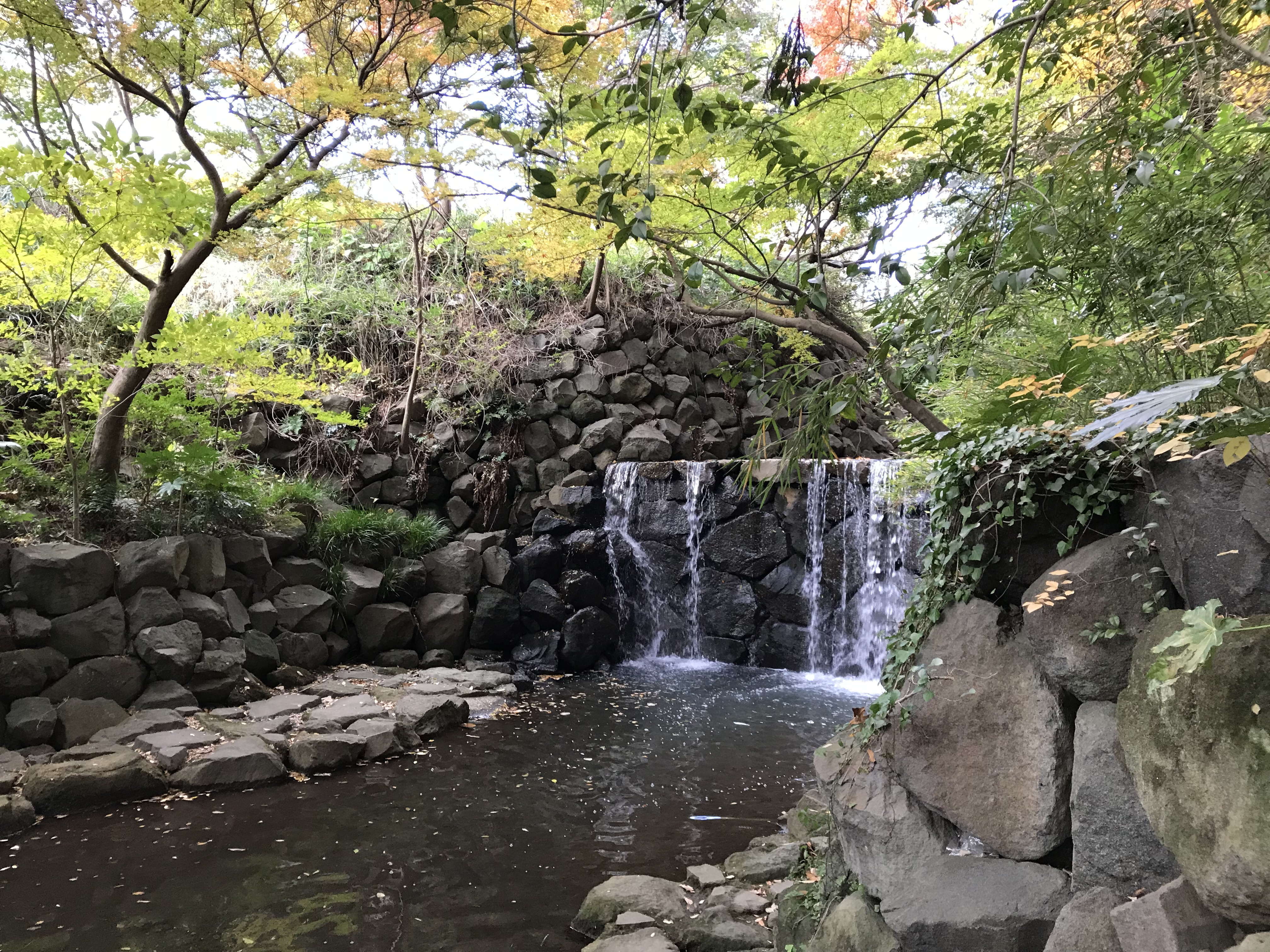
白根神社境内の白糸の滝

- 白根神社（白根不動尊）
- 白根公園
- 竜泉寺の湯 横濱鶴ヶ峰店（スーパー銭湯）

## 自治会町内会
以下の自治会町内会により、白根地区町内会自治会連合会を形成。
- 白根町内会
- 白根東部町内会
- 白根ハイツ自治会
- あたご自治会
- 白根第五町内会
- 三菱白根町内会
- 三菱白根第二町内会
- 白根相友自治会
- 上白根共同住宅自治会
- 県営新白根団地自治会
- 藤和西谷コープ自治会
- ガーデンテラス白根台自治会
- クリオ白根公園自治会
- ナイスパークステージ横濱鶴ヶ峰自治会

## その他

### 日本郵便
- 郵便番号 : 241-0005[3]（集配局：横浜旭郵便局[18]）

### 警察
町内の警察の管轄区域は以下の通りである<。
| 丁目       | 番・番地等 | 警察署   | 交番・駐在所 |
| ---------- | ---------- | -------- | ------------ |
| 白根一丁目 | 全域       | 旭警察署 | 白根交番     |
| 白根二丁目 | 全域       | 旭警察署 | 白根交番     |
| 白根三丁目 | 全域       | 旭警察署 | 白根交番     |
| 白根四丁目 | 全域       | 旭警察署 | 白根交番     |
| 白根五丁目 | 全域       | 旭警察署 | 白根交番     |
| 白根六丁目 | 全域       | 旭警察署 | 白根交番     |
| 白根七丁目 | 全域       | 旭警察署 | 白根交番     |
| 白根八丁目 | 全域       | 旭警察署 | 白根交番     |

## 参考資料
- “横浜市町区域要覧” (PDF).   横浜市市民局 (2016年6月). 2023年6月6日閲覧。 “横浜市町区域要覧”